# Памятник воинам-интернационалистам (Шахты)
Памятник воинам-интернационалистам — памятник в городе Шахты Ростовской области.

## История
В 2005—2006 годах в городе Шахты Ростовской области было принято решение о сооружении памятника воинам, погибшим в локальных конфликтах Афганистана, Чечни и других горячих точках. Совместно с городским Союзом ветеранов Афганистана, Советом ветеранов Чеченской войны и Союзом участников и инвалидов войн «Баграм» было принято решение о создании в Шахтах единого памятного знака военнослужащим, погибшим в локальных конфликтах. Памятник решили установить в мемориальной зоне городского парка культуры и отдыха.
На создание памятника был объявлен открытый конкурс. Победителем конкурса стал главный дизайнер города, архитектор Виктор Логачев. По его проекту был создан памятник, представляющий собой установленное на постаменте трехкомпонентное решение: красную звезду, как символ воинского подвига, бетонные изображение склоненного стяга в центральной части памятника и стела с фамилиями погибших воинов в локальных войнах. Памятник облицован белыми бетонными плитами и плитами из керамогранита. На мемориальных гранитных плитах написаны 59 фамилий шахтинцев, погибших в локальных войнах. Тринадцать из них были посмертно награждены Орденом Красной Звезды, 21 — посмертно Орденом Мужества. Всего в локальных войнах принимали участие 2 543 шахтинца. 217 воинов было награждено орденами и медалями.
Памятники был открыт 15 февраля 2010 года к 21-й годовщине вывода советских войск из Афганистана. Находится он в мемориальной зоне городского парка культуры и отдыха около стены с именами погибших в годы Великой Отечественной войны. Ранее на этом месте был установлен камень в память о шахтинцах, погибших в Афганистане. На памятнике сделана надпись: «Мы помним твой подвиг, погибший солдат!».